# شهرستان پایک (پنسیلوانیا)
شهرستان پایک، پنسیلوانیا (به انگلیسی: Pike County, Pennsylvania) شهرستانی در ایالات متحده آمریکا است که در پنسیلوانیا واقع شده‌است.

## خصوصیات
شهرستان پایک ۱٬۴۶۸٫۵۳ کیلومترمربع مساحت دارد.